# 山咲あかり
山咲 あかり（やまざき あかり、1979年9月8日 - ）は、日本のAV女優、元ストリッパー。
名前は「やまさき」と表記される場合もある。また、生年月日が1978年9月19日となっているものもある。

## 略歴
撮影会モデルを経て1998年5月にストリップで初舞台を踏み、6月には『育ちざかり』でAVデビュー。幼さの残る容貌とは不釣り合いな豊満なバストを持ち、AVデビュー時には101cmのHカップと称していた（同時期のグラビアには90cm、Fカップとの記述もある。『マガジンウォー!』1999年4月増刊号など）。
1999年以降はインディーズでのリリースが多くなったが、巨乳・爆乳マニアの根強い支持を受け、数十本に及ぶAVに出演、ストリップでも活躍した。2002年に一旦引退するものの、その後も熟女ビデオなどに出演し断続的に活動を続けている。

## 作品

### アダルトビデオ（オリジナル作品）
- 育ちざかり　（1998年6月18日、タンク）
- W Touch!　（1998年9月25日、タンク）
- My Pretty 101 もぎたて果実にくちづけを　（1998年10月20日、アトラス）
- ピカ乳（ニュウ）　（1998年11月27日、バビロン）
- 逆ソープ天国　（1998年12月25日、バビロン）
- 謝肉祭 乳辱の夜に　（1999年1月20日、アトラス）
- 宅配ソープでございます　（1999年2月20日、ザウルス）
- 巨乳101cmでムギュ　（1999年2月、AV CLUB （笠倉出版社））
- 対決! ゴールドマン 2　（1999年4月9日、ソフト・オン・デマンド）
- La 女子校生ビデオ 第10号　（1999年5月14日、エロチカ）
- 犯辱レイプ 巨乳女子大生 陰謀の乳虐　（1999年5月14日、ソフト・オン・デマンド）
- 女子高生 淫靡白書 5　（1999年7月23日、HIGH-SCHOOL PINK （アイデアポケット））
- グラビアアイドルレイプ 爆乳崩壊　（1999年9月10日、死夜悪）
- Flying Angel Ⅳ　（1999年9月17日、MOODYS （Mr.プレジデント））
- プライベート・ソープ　（1999年9月25日、DYK）
- Angel 38　（1999年10月22日、アイデアポケット）
- 監禁・白乳奴隷 連続レイプ絶頂　（1999年10月31日、姦）
- 101cm巨乳喪服妻　（2000年1月、笠倉出版社）
- インモラル天使 特別版 縛乳二重奏　（2000年3月31日、シネマジック）…共演：京本香織
- 巨乳女教師痴漢電車　（2000年3月、笠倉出版社）
- BLACK SHOWER 8　（2000年4月7日、beauty （ワープエンタテインメント））
- 龍縛愛玩調教3 看護婦　（2000年5月2日、龍縛）
- 淫乱調教ドキュメント 狂乱美虐淫猥姦魔 第一巻第三章 美しき女体　（2000年9月1日、Golden Wolf （幻映舎））
- きれいなお姉さんの裏事情　（2000年10月27日、かりすま （幻映舎））
- 山咲あかり巨乳搾り　（2000年、kotoc （北都））
- 乳（ニュー）スター誕生　（2001年1月1日、MOODYZ）…共演:夢野まりあ、琴野まゆ、藤崎彩花、Akira
- FACE 05 僕の知らない彼女の素顔　（2001年2月1日、AUDAZ）
- 恥まみれ Vol.10　（2001年2月9日、ワンズファクトリー）
- いや～ん いっちゃう　（2001年8月24日、タキオン）…共演：望月ねね
- THE 巨乳女教師 麗しのボイン先生　（2002年6月19日、SWITCH （ドリームチケット））…共演：清水かおり、新庄愛
- 巨乳マンション Ｉカップの売春ワイフ　（2002年7月5日、FOXY （ワープエンタテインメント））
- Wet Girl　（2002年7月17日、SWITCH （ドリームチケット））…共演：朝河蘭、桃香
- 人妻 第2章　（2002年8月21日、SWITCH （ドリームチケット））…共演：柚木真奈、卯月梨奈
- 巨乳女狩り 13　（2003年5月27日、マニアック）…共演：岸川ひろみ 他
- 熟女おもらし痴帯6連発　（2004年11月15日、マドンナ）…共演：水沢なな 他
- 禁断の性 友達の母 14　（2004年12月15日、マドンナ）…共演：藤あけみ、持田さつき
- 痴熟女発情オナニー 13 （2005年1月15日、マドンナ）…共演：下平あや他
- 団地に棲む人妻たち 十四　（2005年2月15日、マドンナ）…共演：持田さつき、水沢なな
- La Pure　（発売年月日不詳、アピアパーフェクション）
- Imagination Vol.6　（発売年月日不詳、GOLDEN MIMIZUKU （ひりゅうビジュアルネットワーク））
- 巨乳・精液・栗の花 (2007年11月20日、ガイアプロジェクト) ※オムニバス

### イメージビデオ
- 美少女EROS恋写館 VOLUME 61　もみごこち　（1999年4月10日発行、英知出版）

## 書籍

### 写真集
- Mellow Fruits　（1999年9月30日発行、撮影：SEIKÔ、心交社）
- 淫乱ファックマニア　（2000年6月30日発売、撮影者不詳、絵美寿）
- AV女優2 (文春文庫) ISBN 4167493039 永沢 光雄 (著) による彼女の半生がインタビューされている。